# Чорнодольська Анна
А́нна Чорнодо́льська (21 червня 1946, Відень — 6 листопада 2012, Монреаль, Канада) — українська співачка-сопрано.

## Біографія
Народилася в Австрії; закінчила університет Мак-Ґіл і Державну консерваторію в Монреалі (1970). Виступала в оперному репертуарі (головні партії в «Кармен» Ж. Бізе, «Богемі» Дж. Пуччіні, "L’enfant et les sortileges" М. Равеля) і з концертами з симфонічними оркестрами в Канаді, США, Мексиці і Західній Європі. У репертуарі світова класика і твори українських композиторів (солоспіви Ю. Фіяли, Л. Ревуцького, М. Скорика та інших).